# Impatiens ruiliensis
Impatiens ruiliensis là một loài thực vật có hoa trong họ Bóng nước. Loài này được S. Akiyama & H. Ohba mô tả khoa học đầu tiên năm 1995.